# Chukwuemeka Odumegwu Ojukwu
Chukwuemeka Odumegwu Ojukwu (4 november 1933 – 26 november 2011) was een Nigeriaans en Biafraans staatsman. Van 1967 tot 1970 was Ojukwu president van de Republiek Biafra.

## Achtergrond
Chukwuemeka Ojukwu behoort tot de Igbo bevolkingsgroep en was de zoon van een Nigeriaanse miljonair. Hij studeerde aan Kings College van Lagos en nam deel aan de studentenrevolte van 1944. Wegens het slaan van een leraar werd hij door de rechtbank veroordeeld tot een korte gevangenisstraf. Na zijn vrijlating voltooide hij zijn middelbare opleiding en wilde, tegen de zin van zijn vader, het leger in. Zijn vader en gouverneur John Macpherson van Nigeria wisten hem hier enige tijd van te weerhouden. Ojukwu ging naar Oxford waar hij geschiedenis studeerde. Nadat hij zijn studie had voltooid werd hij alsnog militair. Hij bereikte uiteindelijk de rang van luitenant-kolonel van het Nigeriaanse leger.

## President van Biafra
Na de staatsgreep van januari 1966 (waarbij premier Abubakar Tafawa Balewa door een Igbo-luitenant was vermoord) ontstonden er ernstige conflicten tussen de in Oost-Nigeria wonende christelijke en animistische Igbo's en de in Noord-Nigeria wonende islamitische Hausa's en Fulanis (Balewa kwam uit het noorden). Na slachtpartijen over en weer, vond er genocide plaats op de Igbo's. Luitenant-kolonel Ojukwu werd in november 1966 aangesteld als gouverneur van Oost-Nigeria en koos de zijde van de Igbo's, tot welke stam hijzelf ook behoorde. In januari 1967 vond in Ghana overleg plaats tussen gouverneur Ojukwu, de gouverneurs van de andere deelstaten en het Nigeriaanse staatshoofd kolonel Yakubu Gowon. Deze gesprekken liepen vast en Ojukwu besloot na overleg met Igbo-stamhoofden de onafhankelijke republiek Biafra uit te roepen (30 mei 1967). Ojukwu aanvaardde daarna het presidentschap.
De federale regering van Nigeria ontving steun van de Sovjet-Unie, Tsjecho-Slowakije, de Verenigde Staten, het Verenigd Koninkrijk en de meeste Afrikaanse staten. Biafra stond er alleen voor. In 1968 werd Biafra door een aantal landen (w.o. Gabon, Haïti en Tanzania) diplomatiek erkend. Vanaf 1968 ontving Biafra op bescheiden schaal wapens van Frankrijk en West-Duitsland.
Grote delen van Biafra werden al snel door het Nigeriaanse leger heroverd, maar het Biafraans leger hield stand tot in 1970.
Op 8 januari 1970 trad Ojukwu af. Zijn opvolger, kolonel Philip Effiong, capituleerde op 12 januari ten overstaan van de Nigeriaanse generale staf.

## Presidentskandidaat Nigeriaanse presidentsverkiezingen
Tot 1980 leefde Ojukwu in ballingschap. In 1980 kreeg hij van president Abaharidkaie Haji Shehu Shagari toestemming om naar Nigeria terug te keren. Ojukwu sloot zich toen aan bij Ojukwu's National Party of Nigeria (NPN, Nationale Partij van Nigeria). In 1983 was hij kandidaat tijdens de verkiezingen voor de Nigeriaanse Senaat en in 2003 was hij presidentskandidaat voor de All Progressives Grand Alliance. Bij beide verkiezingen werd hij niet gekozen. Hij was van mening dat president Olusegun Obasanjo tijdens de verkiezingen van 2003 verkiezingsfraude had gepleegd, maar legde zich uiteindelijk toch bij de verkiezingsuitslag neer. In 2007 was hij nogmaals presidentskandidaat.